# دات‌نت
دات‌نت (به انگلیسی: .NET) یک زیرساخت آزاد و متن‌باز برای توسعه نرم‌افزار است.  این زیرساخت توسط شرکت مایکروسافت به عنوان یک جایگزین چندسکویی برای نسخهٔ قدیمی‌تر با نام چارچوب دات‌نت (به انگلیسی: .NET Framework) ساخته و تحت پروانه ام‌آی‌تی عرضه شده‌است.

## تاریخچه
اولین نسخه آن با عنوان NET Core 1.0. در تاریخ ۷ تیر ۱۳۹۵ عرضه شد. نسخه‌های جدید دات نت هر سال معمولا ماه نوامبر ارائه می‌شوند. جدیدترین نسخه‌ با پشتیبانی بلندمدت با عنوان NET 8.0. در تاریخ ۲۲ اسفند ۱۴۰۲ عرضه شده است و تا سه سال پشتیبانی می‌شود.

## لینک‌های بیرونی
- وب‌سایت رسمی